# Chiesa dei Santi Cosma e Damiano (Giave)
La chiesa dei santi Cosimo e Damiano è un luogo di culto che si trova alla periferia di Giave, ad un'altezza di 610 metri s.l.m.
La festa dedicata ai martiri, che si svolge il 26 settembre, è la più importante e la più sentita dai giavesi, che sono particolarmente legati al culto di questi santi. La festa ha radici molto antiche: da molti secoli il santuario è meta di pellegrinaggio, coinvolgendo una folla di visitatori e devoti che giungono da tutta la Sardegna per sciogliere un voto o fare un’offerta.